# Kontor de Bruges

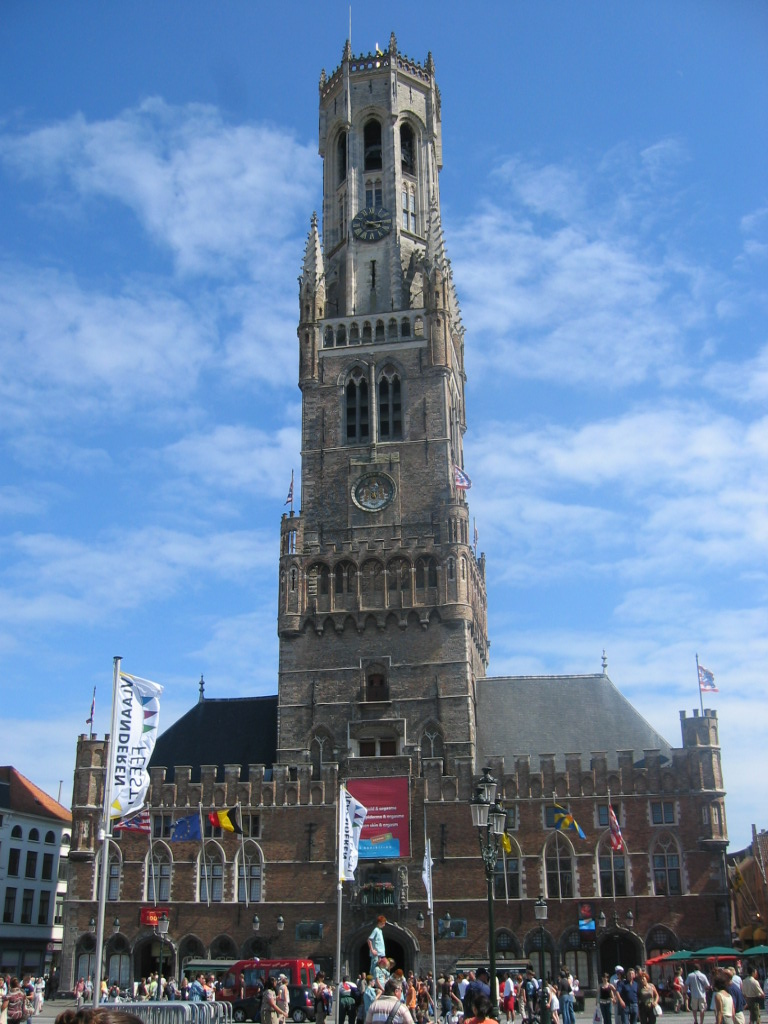
Le Beffroi rappelle le rôle économique de Bruges dans commerce des draps et des laines.

Le Kontor de Bruges est un l'un des quatre comptoirs (kontor (en)) principaux de la Hanse (en allemand : Hansekontor). Situé dans la ville de Bruges puis dans celle d'Anvers, il est en activité du XIIIe au XVIe siècle.
Le comptoir possède son propre sceau, comportant l'aigle à deux têtes, qui lui est accordé en 1486 par l'empereur Frédéric III et qui est utilisé à partir de 1487. Ce comptoir de la Hanse est l'équivalent d'un groupe de défense d'intérêts au statut reconnu et disposant de sa propre juridiction et faisant fonction de chambre de commerce et de représentation. Les marchands hanséatiques qui y exercent leur activité en sont obligatoirement membres. La souveraineté juridique y est exercée par une coopérative, la Genossenschaft des Deutschen Kaufmanns zu Brügge in Flandern (littéralement : Coopérative des marchands allemands à Bruges en Flandre)

## Histoire

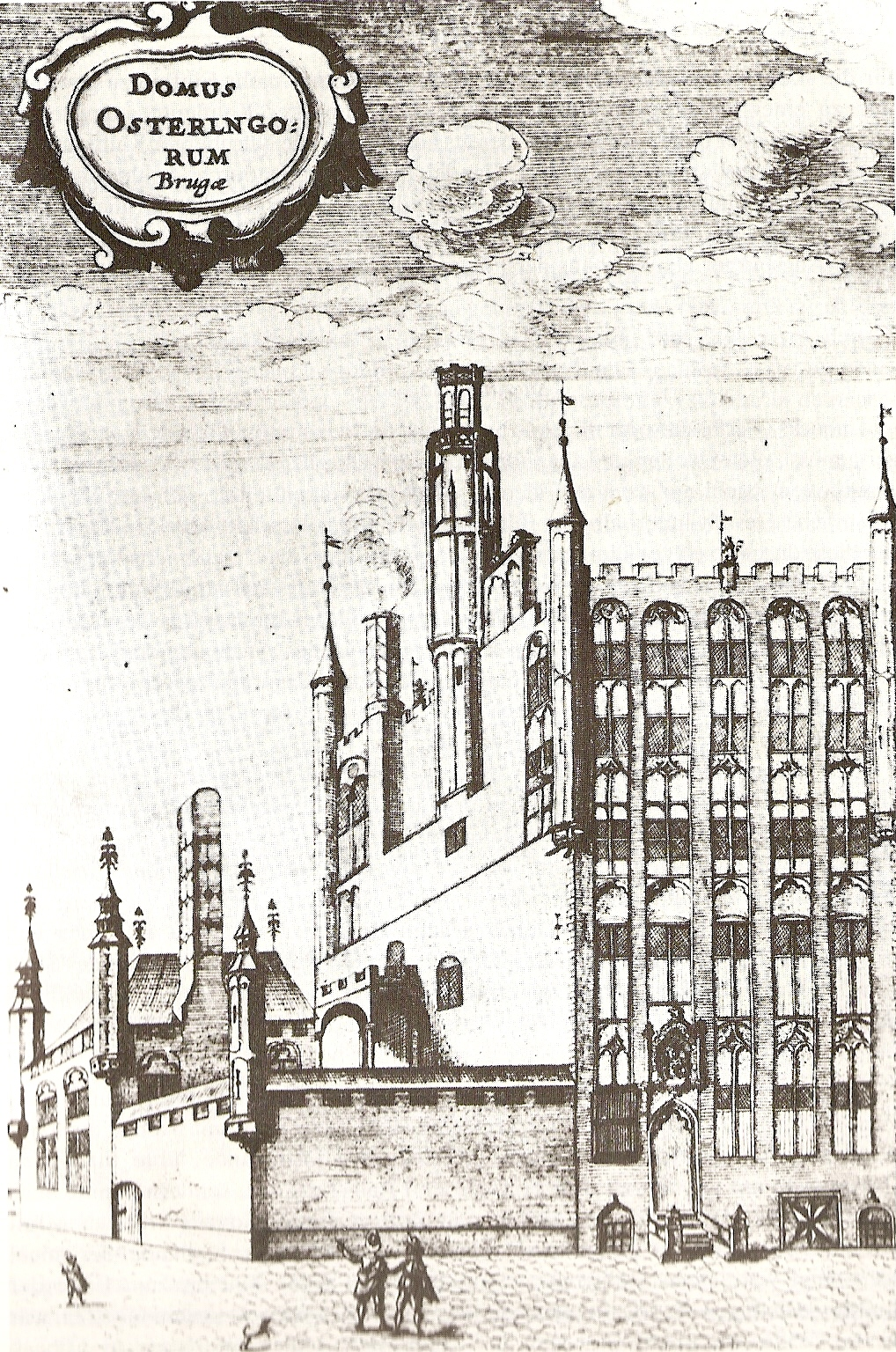
Haus der Osterlinge à Bruges, où ont lieu les assemblées du Kontor.

La Hanse établit des comptoirs autonomes dans des villes d'importance stratégiques afin d'assurer ses intérêts et ses privilèges particuliers, et également ceux des marchands qui y travaillent. Bruges est devenue vers 1200 une ville de foires et occupe une position centrale dans la production de draps du comté de Flandre. En raison d'une tempête en 1134 qui modifie le relief côtier, la ville gagne un accès à la mer du Nord en passant par le Zwin, accessible aux cogues depuis le port de la petite ville de Damme fondé en 1180. En 1252 et 1253, après négociations avec les mairies de Lübeck et de Hambourg, Marguerite II de Flandre accorde des privilèges aux marchands de Lübeck, Hambourg, Aix-la-Chapelle, Cologne, Dortmund, Münster et Soest et aux autres marchands de l'Empire romain ( « et aliis Romani imperii mercatoribus »).
La position de la ville et ses foires en font le principal point d'échange commercial pour les marchands allemands. Ceux-ci sont appelés les Osterlinge car ils viennent tous de villes situées à l'est de Bruges et de la Flandre. Bruges offre une voie de communication par mer vers le steelyard, le kontor de Londres, et en même temps au sud un accès au commerce avec la France (sel, vins) et la péninsule Ibérique. Vers l'est, les routes mènent aux villes d'Allemagne du sud et au nord de l'Italie (fruits tropicaux sous forme de fruits secs, épices), aux centres marchands rhénans et westphaliens, et jusqu'aux Villes wendes de la Hanse situées sur la côte sud de la mer baltique.

### Embargo de 1280
Dans les années 1280 à 1282, on s'efforce de préserver et étendre les privilèges commerciaux existants dans un contexte tendu entre le comte de Flandre Gui de Dampierre et la ville de Bruges. Celle-ci mène alors une politique de restrictions qui gêne l'activité des marchands allemands et aussi de ceux venant du sud de la France et d'Espagne.
S'étant assuré l'accord des villes concernées, le conseil de Lübeck décide d'agir et envoie le conseiller Johann van Doway en Flandre et à Bruges. La Ville de Bruges et son espace de droit d'étape (Stapelrecht) sont soumises à un embargo. En 1280, le comptoir hanséatique transfère son siège à Aardenburg. Les conséquences pour Bruges sont désastreuses : le comptoir ne revient s'installer qu'en 1282 après que les privilèges anciens ont été restaurés.
Johann van Doway représente la politique étrangère des villes hanséatiques : il met ainsi en place la stratégie commerciale de la Hanse qui sera employée avec succès les siècles suivants : tout d'abord privilégier la négociation ; au besoin, exercer des pressions par un embargo ; ensuite procéder à un blocus économique et, en dernier lieu, user de la guerre navale au moyen de lettres de marque. Ainsi, les guerres de la Ligue hanséatique sont des guerres de course et se distinguent des guerres menées par les princes en ce qu'elles ne sont pas destinées à s'assurer un gain territorial mais visent exclusivement à s'assurer des privilèges commerciaux et des compensations financières. L'occupation d'un territoire sert uniquement à garantir le paiement de dédommagements qui ne peuvent être effectués immédiatement.

### Deuxième embargo
Le deuxième embargo hanséatique en Flandre dure de 1358 à 1360 sous l'impulsion du conseiller de Lübeck Berhard Oldenborch et conduit au même résultat : les privilèges sont restaurés et la Hanse est indemnisée pour le manque à gagner durant cette période.
En 1358, la Hanse s'assure auprès d'Albert Ier de Hainaut de nouveaux privilèges de droit d'entrepôt à Dordrecht. Ses droits à Bruges sont confirmés par écrit par Louis II de Flandre en 1360.

### Embargo de 1388
Un troisième embargo contre Bruges ainsi que d'autres mesures contre l'Angleterre et la Russie sont décidés par la Diète de la Hanse en 1388 après qu'un transfert du comptoir a été interdit par les autorités de Bruges, et que celles-ci ont emprisonné les marchands allemands et saisi leurs biens pour les revendre. Cette mesure de rétorsion n'est d'abord pas aussi efficace que les deux précédentes. En Flandre, des troubles ont lieu lors du soulèvement des tisserands ; le gouverneur de Flandre, Philippe van Artevelde, a pris le contrôle de la ville voisine de Gand ; et la situation politique dans le Comté de Flandre ne se stabilise qu'en 1382 avec la bataille de Roosebeke qui voit la victoire d'Olivier de Clisson sur la milice flamande. De plus, la Hanse ne peut s'assurer le soutien des villes de Prusse, et les grands maîtres de l'Ordre teutonique Winrich von Kniprode et Konrad Zöllner de Rotenstein appuient ouvertement la ville de Bruges et la Flandre, donc au détriment des intérêts des villes wendes rassemblées autour de Lübeck, ce qui complique la tâche du maire de Lübeck dans ses pourparlers avec les Flamands. Les négociations avec Philippe le Hardi se poursuivent pendant quatre ans jusqu'à ce que les privilèges de la Hanse se voient de nouveau confirmés et qu'un accord soit trouvé sur le montant du compromis financier. Avec le paiement du premier versement convenu, le kontor quitte Dordrecht où il avait été transféré et revient à Bruges. Pour la troisième fois, la diplomatie de la Hanse s'est imposée.

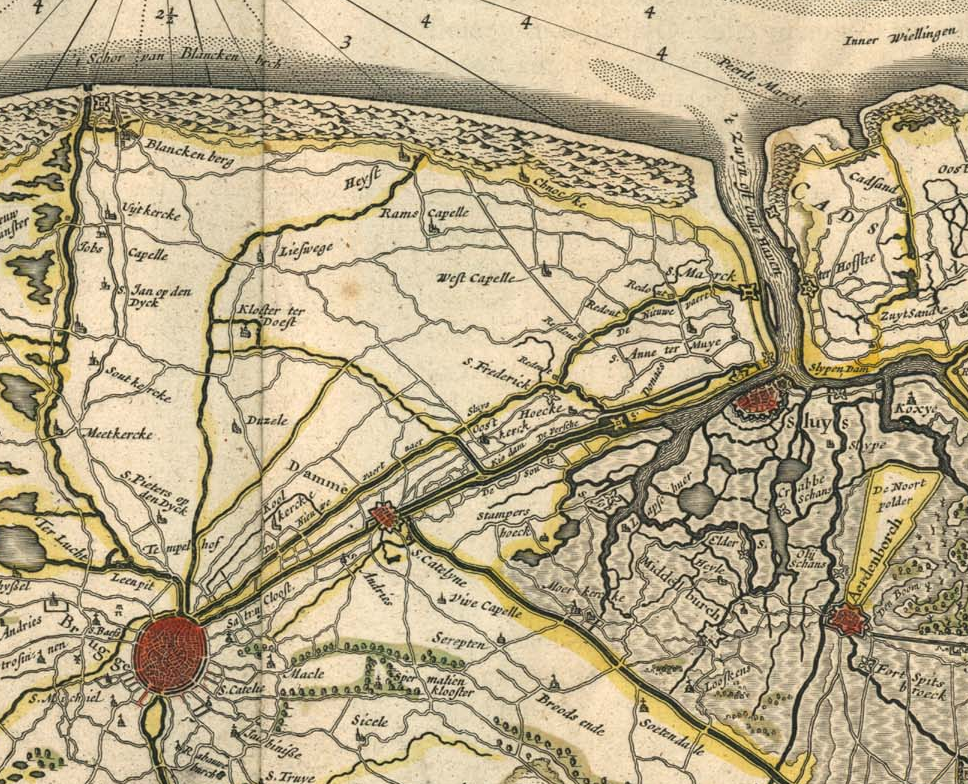
Carte de la Flandre avec le Zwin, 1635, par le cartographe Willem Blaeu.

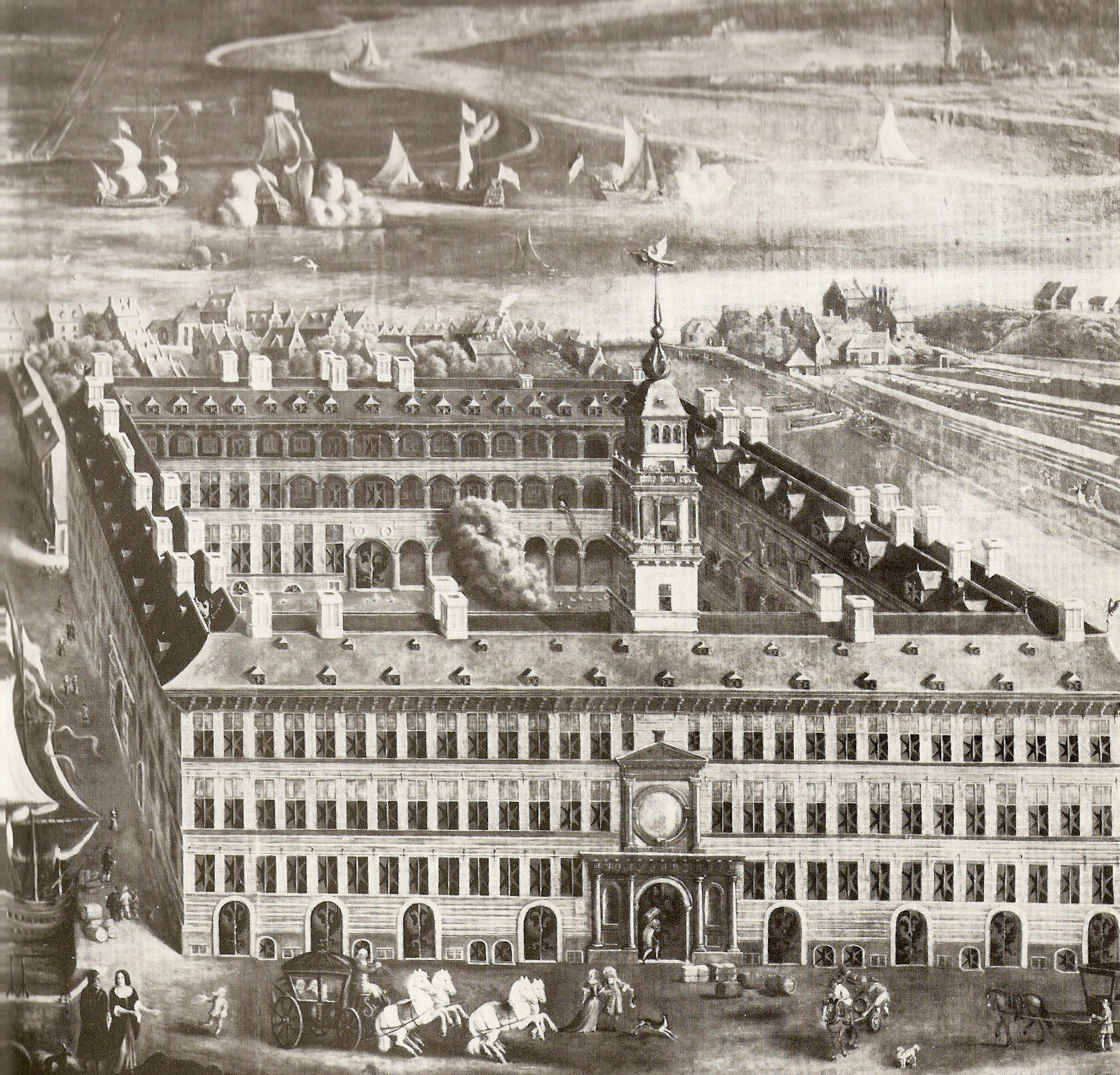
Kontorhaus de la Hanse édifié au XVIe siècle à Anvers par Cornelis Floris (illustration ultérieure).

### Déclin de Bruges
Après une longue période de paix, quoiqu'entrecoupée de réclamations des marchands hanséatiques, la situation se tend après le traité d'Arras de 1435. Déjà en 1425, Lübeck a envisagé un nouveau retrait du comptoir mais y a renoncé en raison d'un différend avec le Danemark.
En 1436, le comptoir est transféré à Anvers — transfert suivi d'un quatrième embargo qui dure deux ans — après des meurtres commis sur des marins hanséatiques à Sluis (L'Écluse). Ce 4 juin 1436, jour de la Fête de la Sainte Trinité, une bagarre éclate dans une taverne à vin du port de Sluis entre des marins de la Hanse et un Flamand, puis s'étend dans les rues de la ville : le nombre de marins hanséatiques tués est évalué à 3 selon le jugement du 15 août 1438 prononcé à Bruxelles par le Conseil de Nicolas Rolin, duc de Bourgogne et chancelier de Philippe le Bon, et à plus d'une centaine de marins et mousses selon les rapports de la Hanse et de Bruges. L'événement a lieu dans une période de fortes tensions : le duc de Bourgogne entreprend d'assiéger Calais, alors possession anglaise, Anglais dont les hanséatiques passent pour être les alliés ; s'y ajoute un arrêt des livraisons de céréales par la Hanse alors que la famine sévit en Flandre ; enfin, une rivalité économique naît alors entre Sluis et Bruges qui craint pour sa suprématie.
La ville de Sluis fait décapiter trois condamnés, une mesure jugée insuffisante par la Hanse. Les premières représailles économiques se font uniquement à l'encontre de Sluis et épargnent Damme et Bruges. Lors des troubles causés par la révolte de la ville de Bruges contre le duc de Bourgogne, ce dernier autorise le kontor à partir pour Anvers. Ce départ n'est annulé que contre une indemnité de 8000 livres de gros de Flandre et la promesse de trouver et de juger d'autres coupables des meurtres de Sluis.
Avec l'aggravation de l'ensablement du bras de mer du Zwin au XVe siècle, Bruges perd de son influence. En 1442, le Hansetag décide que ne pourront faire l'objet de négoce que les draps achetés à Bruges, ceci afin de lutter contre la concurrence grandissante de la Compagnie des marchands aventuriers empruntant le Skagerrak pour se rendre en mer Baltique. En 1486, le nombre d'Oldermann, principaux dignitaires du kontor, est en baisse, et en 1520, le maire de Lübeck Hermann Meyer transfère le kontor à Anvers, accessible par l'Escaut. L'architecte Cornelis Floris y construit une nouvelle fois une Haus der Osterlinge pour le nouveau comptoir, mais cela n'enraye pas le déclin.

## Administration
Contrairement aux trois autres comptoirs de la Hanse, le Peterhof à Novgorod, le Bryggen à Bergen et le Stalhof à Londres, les marchands hanséatiques ne vivent pas dans un quartier séparé, isolés de la population, mais ont un contact étroit avec les citoyens de la ville.
Bruges est en outre le seul comptoir où l'acquisition de terrains et la location d'immeubles dans la ville sont autorisées aux marchands étrangers. C'est la raison pour laquelle le comptoir, contrairement aux trois autres, ne dispose pas au départ de son propre bâtiment. Il utilise pour ses assemblées le réfectoire du Carmel de Bruges. Ce droit particulier explique aussi le grand nombre de marchands allemands présents à Bruges, parfois plus de 1000, qu'il est impossible de cantonner ensemble dans un quartier séparé. Les Allemands ainsi que les autres négociants étrangers, les Lombards, les Écossais, les Génois, ne bénéficient pas tous d'un logement particulier. Le comptoir dispose lui de ses propres locaux pour loger le syndic, les secrétaires, la trésorerie, la conservation du sceau et l'administration. Les marchands eux logent généralement chez des hôtes — on en a dénombré une centaine — qui  jouent à la fois le rôle d'hôteliers et de partenaires commerciaux.
Le kontor achète en 1442 un bâtiment pour lui servir de maison commune, Haus der Osterlinge, puis en fait construire une autre en 1478. Les réunions continuent cependant à se tenir au couvent des Carmes dont l'église sert au service religieux pour les marchands hanséatiques. C'est là que sont échangés en 1474 les actes du traité de paix d'Utrecht entre la Hanse et l'Angleterre. L'Oosterlingenhuis nous est connu à travers plusieurs dessins de la façade décorée munie d'une tour. La maison n'est qu'en partie conservée mais sa façade, bien que modifiée, est pour l'essentiel d'origine. Lors de travaux de restauration en 1988, il a été démontré qu'une partie de la structure interne du bâtiment date de sa construction.
Les règlements qui régissent le comptoir sont les mêmes que dans les autres comptoirs, celui de Bruges a aussi à sa tête des Oldermann élus chargés de le représenter, mais les règles n'y sont pas aussi rigides qu'au kontor de Novgorod.
Compte tenu de l'importance commerciale de Bruges, les villes de la Hanse rivalisent entre elles pour exercer leur influence sur les affaires du comptoir. C'est ainsi que Bruges, puis les autres villes de la Hanse vont voir leurs Oldermann répartis en tiers, puis en quarts : chacun de ces tiers ou quarts représente les intérêts de groupements de villes. Ainsi à Bruges, on a depuis 1347 deux Oldermann pour le tiers wende-saxon, deux pour le tiers westphalien-prussien et deux pour le tiers de Gotland-Livonie.
Les comptoirs ont cependant tous un point commun : les privilèges sur lesquels reposent leurs intérêts commerciaux doivent être préservés aussi bien dans le cadre du marché local qu'au sein du développement international des marchés de l'époque. Dans cette défense des droits acquis, les comptoirs sont le fer de lance de la Hanse sur le terrain et dépendent du soutien et de l'unité de villes hanséatiques liées par des accords susceptibles d'évoluer.

## Marchands hanséatiques
La formation d'un marchand hanséatique nécessite d'accomplir d'abord des années de voyage en pays étranger et de longs séjours dans les comptoirs, et rester plusieurs années à celui de Bruges était gage d'une carrière prometteuse : celui qui parvenait à y être élu Oldermann devenait Conseiller ou Maire à son retour dans sa ville natale.
La vie et les affaires des marchands hanséatiques à Bruges sont bien documentées par les lettres, presque toutes conservées, du marchand Hildebrand Veckinchusen (de) (1370-1426), l'une des principales sources de recherche sur l'histoire économique de la Hanse au Moyen Âge tardif.

## Actes et archives
En 1594, l'ensemble des archives du comptoir est transféré d'Anvers à Cologne qui était alors la ville hanséatique la plus proche, et se trouve aujourd'hui aux Archives Historiques de la Ville de Cologne.

## Sources
(de + nl + la)
- Thorsten Afflerbach: Der berufliche Alltag eines spätmittelalterlichen Hansekaufmanns. Betrachtungen zur Abwicklung von Handelsgeschäften. Frankfurt am Main 1993. (Kieler Werkstücke. Reihe A: Beiträge zur schleswig-holsteinischen und skandinavischen Geschichte, hrsgg. v. Erich Hoffmann, vol. 7)
- Albert von Bardewik: Specinem juris publici Lubecensis, quo pacta conventa et privilegia, quibus Lubecae per omnem propemodum Europam circa inhumanum jus naufragii (Strandes Recht) est prospectum, ex authenticis recensuit … qui etiam mantissae loco Jus maritimum Lubecense antiquissimum / Ab Alberto de Bardewic a. 1299 compositum ex membranis edidit  Jo. Carolus Henricus Dreyer (Hrsg.), Bützow ohne Jahresangabe
- Mike Burkhardt: Die Ordnungen der vier Hansekontore Bergen, Brügge, London und Novgorod. In: Antjekathrin  Graßmann (Hrsg.): Das Hansische Kontor zu Bergen und die Lübecker Bergenfahrer. International Workshop Lübeck 2003 (= Veröffentlichungen zur Geschichte der Hansestadt Lübeck. Herausgegeben vom Archiv der Hansestadt, Reihe B, Band 41), Lübeck 2005, p. 58–77.
- Joachim Deeters: Hansische Rezesse. Eine quellenkundliche Untersuchung anhand der Überlieferung im Historischen Archiv der Stadt Köln. In: Hammel-Kiesow (Hrsg.) : Das Gedächtnis der Hansestadt Lübeck. Schmidt-Römhild, Lübeck 2005,  (ISBN 3-7950-5555-5), p. 427–446 (429 et suiv.).
- Ingo Dierck: Die Brügger Älterleute des 14. Jahrhunderts. Werkstattbericht über eine hansische Prosopographie. In: Hansische Geschichtsblätter 113 (1995), p. 49–70.
- Ders.: Hansische Älterleute und die Brügger Führungsschicht. In: Werner Paravicini (éd.): Hansekaufleute in Brügge. Teil 4: Nils Jörn, Werner Paravicini, Horst Wernicke (éd.): Beiträge der Internationalen Tagung in Brügge April 1996. Frankfurt a. M. 2000. (Kieler Werkstücke. Reihe D: Beiträge zur europäischen Geschichte des späten Mittelalters Bd. 13.), p. 71–84.
- Philippe Dollinger: Die Hanse. 5., erw.. Aufl. Stuttgart 2012,  (ISBN 3-520-37105-7) (urspr. ersch. als La Hanse (XIIe – XVIIe siècles). Paris 1964.)
- Anke Greve: Brügger Hosteliers und hansische Kaufleute: Ein Netzwerk vorteilhafter Handelsbeziehungen oder programmierte Interessenskonflikte? In: Werner Paravicini (éd.): Hansekaufleute in Brügge. Teil 4: Nils Jörn, Werner Paravicini, Horst Wernicke (éd.): Beiträge der Internationalen Tagung in Brügge April 1996. Frankfurt a. M. 2000. (Kieler Werkstücke. Reihe D: Beiträge zur europäischen Geschichte des späten Mittelalters Bd. 13.), p. 151–161.
- Anke Greve : Hansische Kaufleute, Hosteliers und Herbergen im Brügge des 14. und 15. Jahrhunderts. Frankfurt a. M. 2012. Diss. Gent 1998. (Kieler Werkstücke. Reihe D: Beiträge zur europäischen Geschichte des späten Mittelalters Bd. 16. Zugl. Werner Paravicini (éd.): Hansekaufleute in Brügge. 6e partie)
- Volker Henn: … dat wie up dat gemelde kunthoer tho Brugger … eyn kleyn upmercken gehat und noch hebben …. Neue Forschungen zur Geschichte des Brügger Hansekontors. In: Hansische Geschichtsblätter 132 (2014), p. 1–45.
- Werner Paravicini (éd.): Hansekaufleute in Brügge. Teil 1: Die Brügger Steuerlisten 1360 – 1390, hg. von Klaus Krüger. Frankfurt a. M. et al. 1992. (Kieler Werkstücke. Reihe D: Beiträge zur europäischen Geschichte des späten Mittelalters Bd. 2.) – Teil 2: Georg Asmussen: Die Lübecker Flandernfahrer in der zweiten Hälfte des 14. Jahrhunderts. Frankfurt a. M. et al. 1999. (Kieler Werkstücke. Reihe D: Beiträge zur europäischen Geschichte des späten Mittelalters Bd. 9.) – Teil 3: Prosopographischer Katalog zu den Brügger Steuerlisten (1360 – 1390). Bearbeitet von Ingo Dierck, Sonja Dünnebeil und Renée Rößner. Frankfurt a. M. et al. 1999. (Kieler Werkstücke. Reihe D: Beiträge zur europäischen Geschichte des späten Mittelalters Bd. 11.) – Teil 4: Nils Jörn, Werner Paravicini, Horst Wernicke (éd.): Beiträge der Internationalen Tagung in Brügge April 1996. Frankfurt a. M. 2000. (Kieler Werkstücke. Reihe D: Beiträge zur europäischen Geschichte des späten Mittelalters vol. 13.)
- Ders.: Schuld und Sühne. Der Hansenmord zu Sluis in Flandern. In: Hans-Peter Baum, Rainer Leng, Joachim Schneider (éd.): Wirtschaft – Gesellschaft – Mentalitäten im Mittelalter. (Festschrift Rolf Sprandel) Stuttgart 2006, p. 401–451. (Beitrr. z. Wirtsch.- u. Sozialgesch. vol. 107).
- Ernst Schubert: Novgorod, Brügge, Bergen und London: Die Kontore der Hanse. In: Concilium medii aevi 5, 2002, p. 1-50.